# Бурглауер
Бурглауер (њем. Burglauer) општина је у њемачкој савезној држави Баварска. Једно је од 37 општинских средишта округа Рен-Грабфелд. Према процјени из 2010. у општини је живјело 1.685 становника. Посједује регионалну шифру (AGS) 9673186.

## Географски и демографски подаци
Бурглауер се налази у савезној држави Баварска у округу Рен-Грабфелд. Општина се налази на надморској висини од 240 метара. Површина општине износи 14,0 km². У самом мјесту је, према процјени из 2010. године, живјело 1.685 становника. Просјечна густина становништва износи 121 становника/km².